# Onosma xanthotrichum
Onosma xanthotrichum är en strävbladig växtart som beskrevs av Pierre Edmond Boissier. Onosma xanthotrichum ingår i släktet Onosma och familjen strävbladiga växter. Inga underarter finns listade i Catalogue of Life.